# Responsabilité délictuelle
La responsabilité délictuelle, ou responsabilité civile délictuelle ou responsabilité extracontractuelle, est une branche du droit visant à régir les situations où une personne cause injustement un préjudice à autrui.
Elle se présente sous des formes extrêmement variées selon les systèmes juridiques. Le domaine de la responsabilité délictuelle est donc difficile à définir précisément puisque chaque pays peut organiser les règles d'une manière ou d'une autre.
La responsabilité délictuelle ou extracontractuelle est souvent distinguée du droit des contrats et du droit pénal.

## Fonction
La fonction de la responsabilité délictuelle est le règlement de différends civils, entre deux ou plusieurs individus, dont l'origine n'est pas un contrat (ce qui explique la dénomination « extracontractuelle »).[réf. souhaitée]

## Par tradition juridique

### Droits civilistes ou romano-germaniques
Dans les traditions civilistes, la responsabilité est souvent appelée responsabilité extracontractuelle puisqu'elle se distingue d'une autre branche du droit : la responsabilité contractuelle. Elle vise à permettre à une personne qui a subi un préjudice, d'obtenir une indemnisation de celui qui a causé le préjudice. À titre d'exemple, la personne qui se blesse sur un escalier mal entretenu pourra, dans certaines circonstances, poursuivre en responsabilité extracontractuelle la personne n'ayant pas fait l'entretien correctement.
La responsabilité extracontractuelle dans la tradition civiliste touche une foule de comportement en société : accidents, défauts d'entretien, troubles de voisinages, harcèlement, diffamation, produits défectueux, voies de faits, etc.
La responsabilité extracontractuelle est souvent codifiée et se trouve à être une branche du droit plus général de la responsabilité civile.

### Common law
Dans les traditions de common law, la responsabilité délictuelle (tort law) regroupe différents délits civils (torts) qui permettent à une personne d'être indemnisée par une autre ; par exemple, le délit de négligence (tort of negligence), la diffamation, etc.